# 1276
- Wikisource

| Calendário gregoriano                                                        | 1276 MCCLXXVI                                        |
| Ab urbe condita                                                              | 2029                                                 |
| Calendário arménio                                                           | 725 – 726                                            |
| Calendário bahá'í                                                            | -568 – -567                                          |
| Calendário budista                                                           | 1820                                                 |
| Calendário chinês                                                            | 3972 – 3973 Início a 18 de janeiro (aproximadamente) |
| Calendário copta                                                             | 992 – 993                                            |
| Calendário etíope                                                            | 1268 – 1269                                          |
| Calendários hindus - Vikram Samvat - Calendário nacional indiano - Cáli Iuga | 1331 – 1332 1197 – 1198 4376 – 4377                  |
| Calendário Holoceno                                                          | 11276                                                |
| Calendário islâmico                                                          | 674 – 675                                            |
| Calendário judaico                                                           | 5036 – 5037                                          |
| Calendário persa                                                             | 654 – 655                                            |
| Calendário rúnico                                                            | 1526                                                 |
| Calendário solar tailandês                                                   | 1819                                                 |

1276 (MCCLXXVI, na numeração romana) foi um ano bissexto do século XIII do Calendário Juliano, da Era de Cristo, e as suas letras dominicais foram E e D (53 semanas), teve início a uma quarta-feira e terminou a uma quinta-feira.
| Ano completo                           |
| -------------------------------------- |
| Ano bissexto com início à quarta-feira |

## Eventos
- 21 de Janeiro - Eleição do Papa Beato Inocêncio V, O.P..
- 11 de Julho - Eleição do Papa Adriano V.
- 20 de Setembro - Eleição do Papa João XXI.
- Destruição do burgo da Navarrería de Pamplona (Espanha) e massacre da sua população pelos outros burgos da cidade com apoio de tropas francesas.

## Nascimentos
- William Wallace, guerreiro escocês que liderou seus compatriotas na resistência à dominação inglesa imposta pelo reinado de Eduardo I, m. 1305.

## Mortes
- 10 de Janeiro - Beato Gregório X, O.Cist..
- 22 de Junho - Beato Inocêncio V, O.P..
- 18 de Agosto - Papa Adriano V.
- 27 de Julho - Jaime I de Aragão, rei de Aragão, conde de Barcelona, príncipe da Catalunha, n. 1208.